# Bộ Chính trị Ban Chấp hành Trung ương Đảng Cộng sản Liên Xô khóa XIX (1952–1956)
Đoàn Chủ tịch Ban Chấp hành Trung ương Đảng Cộng sản toàn Liên Xô khóa XIX (1952-1956) được bầu tại Hội nghị Trung ương lần thứ nhất của Ban chấp hành Trung ương Đảng Cộng sản Liên Xô khóa XIX được tổ chức ngày 16/10/1952.

## Ủy viên chính thức
| Tên (sinh – mất)                    | Bắt đầu    | Kết thúc  | Thời gian       | Chức vụ |
| ----------------------------------- | ---------- | --------- | --------------- | --- |
| Vasily Andrianov (1902–1978)        | 16/10/1952 | 6/3/1953  | 141 ngày        | Bí thư thứ nhất Tỉnh ủy Leningrad (1949-1953) |
| Averky Aristov (1903–1973)          | 16/10/1952 | 6/3/1953  | 141 ngày        | Bí thư Trung ương Đảng (1952-1953) |
| Lavrentiy Beria (1899–1953)         | 16/10/1952 | 7/7/1953  | 264 ngày        | Phó Chủ tịch thứ nhất Hội đồng Bộ trưởng Liên Xô (1953) Bộ trưởng Bộ Nội vụ Liên Xô (1953) |
| Nikolai Bulganin (1895–1975)        | 16/10/1952 | 27/2/1956 | 3 năm, 134 ngày | Phó Chủ tịch thứ nhất Hội đồng Bộ trưởng Liên Xô (1950-1955) |
| Kliment Voroshilov (1881–1969)      | 16/10/1952 | 27/2/1956 | 3 năm, 134 ngày | Phó Chủ tịch Hội đồng Bộ trưởng Liên Xô (1946-1953) |
| Semyon Ignatyev (1904–1983)         | 16/10/1952 | 6/3/1953  | 141 ngày        | Bộ trưởng Bộ An ninh Nhà nước (1951-1953) Bí thư Trung ương Đảng (1953) |
| Lazar Kaganovich (1893–1991)        | 16/10/1952 | 27/2/1956 | 3 năm, 134 ngày | Chủ tịch Ủy ban Nhà nước Vật chất và Kỹ thuật (1948-1952) Phó Chủ tịch Hội đồng Bộ trưởng Liên Xô (1947-1953) Chủ tịch Ủy ban Nhà nước Lao động và tiền lương (1955-1956) Bộ trưởng Bộ Công nghiệp Vật liệu xây dựng (1956-1957) |
| Demian Korotchenko (1894–1969)      | 16/10/1952 | 6/3/1953  | 141 ngày        | Chủ tịch Hội đồng Bộ trưởng Ukraina (1947-1954) |
| Vasil Kuznetsov (1901–1990)         | 16/10/1952 | 6/3/1953  | 141 ngày        | Ủy viên Ủy ban Thường vụ Đối ngoại Đoàn Chủ tịch Trung ương Đảng Liên Xô (1952-1953) |
| Otto Kuusinen (1881–1964)           | 16/10/1952 | 6/3/1953  | 141 ngày        | Chủ tịch Đoàn Chủ tịch Xô viết Tối cao Karelia-Phần Lan Xô (1940-1956) |
| Georgy Malenkov (1902–1988)         | 16/10/1952 | 27/2/1956 | 3 năm, 134 ngày | Phó Chủ tịch Hội đồng Bộ trưởng Liên Xô (1946-1953) Chủ tịch Hội đồng Bộ trưởng Liên Xô (1953-1955) Phó Chủ tịch Hội đồng Bộ trưởng Liên Xô (1955-1957)                                                                          |
| Vyacheslav Malyshev (1902–1957)     | 16/10/1952 | 6/3/1953  | 141 ngày        | Bộ trưởng Bộ Công nghiệp đóng tàu (1950-1952) Bộ trưởng Bộ giao thông và xây dựng cơ giới hạng nặng (1953) |
| Leonid Melnikov (1906–1981)         | 16/10/1952 | 6/3/1953  | 141 ngày        | Bí thư thứ nhất Đảng Cộng sản Ukraina (1949-1953) |
| Anastas Mikoyan (1895–1978)         | 16/10/1952 | 27/2/1956 | 3 năm, 134 ngày | Bộ trưởng Bộ Ngoại thương (1953-1955) Phó Chủ tịch Hội đồng Bộ trưởng (1955-1964) |
| Nikolai Mikhailov (1906–1982)       | 16/10/1952 | 6/3/1953  | 141 ngày        | Bí thư thứ nhất Komsomol (1938-1952) Bí thư Trung ương Đảng (1952-1953) Bí thư thứ nhất Tỉnh ủy Moscow (1953-1954) |
| Vyacheslav Molotov (1890–1986)      | 16/10/1952 | 27/2/1956 | 3 năm, 134 ngày | Phó Chủ tịch thứ nhất Hội đồng Bộ trưởng Liên Xô(1946-1957) Bộ trưởng Bộ Ngoại giao (1953-1956) Bộ trưởng Bộ Kiểm tra Nhà nước (1956-1957)                                                                                       |
| Mikhail Pervukhin (1904–1978)       | 16/10/1952 | 27/2/1956 | 3 năm, 134 ngày | Phó Chủ tịch Hội đồng Bộ trưởng (1950-1953) (1953-1955) Chủ nhiệm Ban Hóa học và nhà máy điện (1950) Bộ trưởng Bộ năng lượng và công nghiệp điện (1953-1954) Chủ tịch Ủy ban Kế hoạch Nhà nước (1956-1957)                       |
| Panteleimon Ponomarenko (1902–1984) | 16/10/1952 | 6/3/1953  | 141 ngày        | Bí thư Trung ương Đảng (1948-1953) Bộ trưởng Bộ Văn hóa (1953-1954) |
| Maksim Saburov (1900–1977)          | 16/10/1952 | 27/2/1956 | 3 năm, 134 ngày | Phó Chủ tịch Hội đồng Bộ trưởng (1947-1957) Chủ tịch Ủy ban Kế hoạch Nhà nước (1949-1953) Bộ trưởng Bộ Cơ khí (1953) Chủ tịch ỦY ban Kinh tế Nhà nước về Kế hoạch hiện tại (1953-1955)                                           |
| Joseph Stalin (1878–1953)           | 16/10/1952 | 5/3/1953  | 140 ngày        | Chủ tịch Hội đồng Bộ trưởng (1946-1953) Tổng Bí thư Đảng Cộng sản Liên Xô (1952-1953) |
| Mikhail Suslov (1902–1982)          | 16/10/1952 | 6/3/1953  | 141 ngày        | Bí thư Trung ương Đảng (1947-1982) Thành viên Orgburo (1946-1953) Trưởng ban Quan hệ Đối ngoại các Đảng Cộng sản Trung ương Đảng (1953-1954)                                                                                     |
| Mikhail Suslov (1902–1982)          | 12/7/1955  | 27/2/1956 | 230 ngày        | Bí thư Trung ương Đảng (1947-1982) Chủ tịch Ủy ban Đối ngoại Xô viết Liên bang Xô viết tối cao của Liên Xô (1954-1956) |
| Nikita Khrushchev (1894–1971)       | 16/10/1952 | 27/2/1956 | 3 năm, 134 ngày | Bí thư thứ nhất Tỉnh ủy Moscow (1949-1953) Bí thư thứ nhất Trung ương Đảng Cộng sản Liên Xô (1953-1964) |
| Dmitry Chesnokov (1910–1973)        | 16/10/1952 | 6/3/1953  | 141 ngày        | Trưởng ban Triết học và Lịch sử Đảng (1952-1953) |
| Nikolay Shvernik (1888–1970)        | 16/10/1952 | 6/3/1953  | 141 ngày        | Chủ tịch Đoàn Chủ tịch Xô viết Tối cao (1946-1953) |
| Matvei Shkiryatov (1883–1954)       | 16/10/1952 | 6/3/1953  | 141 ngày        | Chủ tịch Ủy ban Kiểm tra Trung ương (1952-1954) |
| Alexei Kirichenko (1908–1975)       | 12/7/1955  | 27/2/1956 | 240 ngày        | Bí thư thứ nhất Đảng Cộng sản Ukraina (1953-1957) |

## Ủy viên dự khuyết
| Tên (sinh – mất)                    | Bắt đầu    | Kết thúc  | Thời gian       | Chức vụ |
| ----------------------------------- | ---------- | --------- | --------------- | --- |
| Leonid Brezhnev (1906–1982)         | 16/10/1952 | 6/3/1953  | 141 ngày        | Bí thư thứ nhất Đảng Cộng sản Moldova (1950-1952) Chính ủy Quân chủng Hải quân (1953)                                       |
| Andrey Vyshinsky (1883–1954)        | 16/10/1952 | 6/3/1953  | 141 ngày        | Bộ trưởng Bộ Ngoại giao (1949-1953)                                                                                         |
| Arseny Zverev (1900–1969)           | 16/10/1952 | 6/3/1953  | 141 ngày        | Bộ trưởng Bộ Tài chính Liên Xô (1948-1960)                                                                                  |
| Nikolay Ignatov (1901–1966)         | 16/10/1952 | 6/3/1953  | 141 ngày        | Bí thư thứ nhất vùng Krasnodar (1949-1952) Bộ trưởng Bộ Thu hoạch (1952-1953) Bí thư Trung ương Đảng (1952-1953)            |
| Ivan Kabanov (1898–1972)            | 16/10/1952 | 6/3/1953  | 141 ngày        | Chủ nhiệm Dự trữ Nhà nước Liên Xô (1952-1953)                                                                               |
| Alexei Kosygin (1904–1980)          | 16/10/1952 | 6/3/1953  | 141 ngày        | Bộ trưởng Bộ Công nghiệp nhẹ (1948-1953) Bộ trưởng Bộ Công nghiệp nhẹ và thực phẩm (1953)                                   |
| Nikolai Patolichev (1908–1989)      | 16/10/1952 | 6/3/1953  | 141 ngày        | Bí thư thứ nhất Đảng Cộng sản Belarus (1950-1956)                                                                           |
| Nikolai Pegov (1905–1991)           | 16/10/1952 | 6/3/1953  | 141 ngày        | Bí thư Trung ương Đảng (1952-1953)                                                                                          |
| Alexander Puzanov (1906–1998)       | 16/10/1952 | 6/3/1953  | 141 ngày        | Chủ tịch Hội đồng Bộ trưởng Nga Xô (1952-1956)                                                                              |
| Ivan Tevosian (1901–1958)           | 16/10/1952 | 6/3/1953  | 141 ngày        | Bộ trưởng Bộ luyện kim đen (1950-1953) Phó Chủ tịch Hội đồng Bộ trưởng (1949-1953)                                          |
| Pavel Yudin (1899–1968)             | 16/10/1952 | 6/3/1953  | 141 ngày        | Cố vấn chính trị Ủy ban Kiểm soát Liên Xô tại Đức, Phó Cao ủy Liên Xô tại Đức (1945-1953)                                   |
| Mir Jafar Baghirov (1896–1956)      | 6/3/1953   | 7/7/1953  | 123 ngày        | Bí thư thứ nhất Đảng Cộng sản Azerbaijan (1933-1953) Bí thư Thành ủy Baku (1933-1950)                                       |
| Leonid Melnikov (1906–1981)         | 6/3/1953   | 7/7/1953  | 92 ngày         | Bí thư thứ nhất Đảng Cộng sản Ukraina (1949-1953)                                                                           |
| Panteleimon Ponomarenko (1902–1984) | 6/3/1953   | 27/2/1956 | 2 năm, 358 ngày | Bộ trưởng Bộ Văn hóa (1953-1954) Bí thư thứ nhất Đảng Cộng sản Kazakhstan (1954-1955) Đại sứ Liên Xô tại Ba Lan (1955-1957) |
| Nikolay Shvernik (1888–1970)        | 6/3/1953   | 27/2/1956 | 2 năm, 358 ngày | Chủ tịch Đoàn Chủ tịch Xô viết tối cao (1946-1953) Chủ tịch Công đoàn Liên Xô (1953-1956)                                   |
| Alexei Kirichenko (1908–1975)       | 7/7/1953   | 12/7/1955 | 2 năm, 5 ngày   | Bí thư thứ nhất Đảng Cộng sản Ukraina (1953-1957)                                                                           |